# Hiawatha
Hiawatha er en amerikansk stumfilm fra 1913 af Edgar Lewis.